# Eleutherodactylus eneidae
Az Eleutherodactylus eneidae a kétéltűek (Amphibia) osztályának békák (Anura) rendjébe és az Eleutherodactylidae családba tartozó faj.

## Előfordulása, Veszélyeztetettsége
A faj kizárólagosan Puerto Rico szigetén honos. 300-1,150 méteres magasságban él. A becslések szerint populációja 80 százalékkal csökkent.